# Silvano Basagni
Silvano Basagni (né le 6 août 1938, et mort le 10 mai 2017) est un tireur sportif italien. Il participe aux Jeux olympiques d'été de 1972, aux Jeux olympiques d'été de 1976 et aux Jeux olympiques d'été de 1980. En 1972, il participe à l'épreuve de la fosse olympique et remporte la médaille de bronze.

## Palmarès

### Jeux olympiques
- Jeux olympiques de 1972 à Munich,  Allemagne
  -  Médaille de bronze.